# Seehausenscher Kreis
Der Seehausensche Kreis war ein kurmärkischer Kreis in der damaligen Altmark. Er umfasste Gebiete, die heute im Altmarkkreis Salzwedel und im Landkreis Stendal in Sachsen-Anhalt liegen. Von 1806 bis 1813 gehörte das Gebiet zum Departement der Elbe im Königreich Westphalen. Der Seehausensche Kreis wurde bei der Restauration in der Kreis- und Provinzreform im Königreich Preußen im Jahr 1816 aufgelöst und ging im neuen Kreis Osterburg der Provinz Sachsen auf.

## Geographie
Der Seehausensche Kreis lag im nördlichen Teil der Altmark begrenzt im Norden von der Elbe, die hier die Grenze zur Prignitz bildete. Er grenzte im Westen an den Arendseeischen Kreis und dem Kurfürstentum Hannover, im Süden an den Arneburgischen Kreis, im Süden an den Stendalischen Kreis und im Südosten an den Arneburgischen Kreis.

## Geschichte
Im Laufe des 16. Jahrhunderts entstanden in der Mark Brandenburg nach den Landschaften oder den sog. Weichbilden der größeren Städte organisierte Kreise heraus, im 17. Jahrhundert auch Beritte oder Landreitereien genannt, denen ein Kriegskommissar vorstand. Ausführender Beamter war der Landreiter, daher auch die Bezeichnung Beritt. In der Mittelmark bildeten sich mit der Zeit in den Kreisen eigene Verwaltungsorgane (Kreisdirektorium) und eigene ständische Vertretungen (Corpus, pl. Corpora) heraus, die auch ihre eigenen Finanzen bzw. Kreiskassen hatten.
In der Altmark waren sechs Kreise entstanden. Im Gegensatz zur Mittelmark und vergleichbar der Situation in der Prignitz bildeten sie im 17./18. Jahrhundert in fiskalischer und landständischer Hinsicht nur einen Kreis, der nur ein Kreisdirektorium (= Landesdirektorium), einen ritterschaftlichen Corpus und eine Kreiskasse (= Landeskasse) hatte. Die sechs Kreise hatten aber zunächst noch ihren eigenen Kriegskommissar bzw. später Landrat. Während der Stendalische und der Salzwedelische Kreis ihre eigenen Landräte behielten, wurden für den Tangermündeschen Kreis und den Arneburgischen Kreis (Zeitpunkt nicht genau bekannt) sowie ab 1735 auch für den Arendseeischen und den Seehausenschen Kreis jeweils nur ein Landrat bestellt.
Das Landesdirektorium für die Altmark bestand aus einem Landesdirektor (selten auch zwei Landesdirektoren) und schickte aus ihren Reihen einen Deputierten als Vertreter der Altmärkischen Ritterschaft zu den Landtagen der Kurmärkischen Landschaft. Hinzu kam ein Deichhauptmann, ein Kriegskommissar und Oberlandeinnehmer (Steuerbeamter) sowie Landeinnehmer (Steuerbeamte) für die einzelnen Kreise, wobei wieder jeweils ein Landeinnehmer für den Tangermündeschen Kreis und den Arneburgischen Kreis sowie ab 1735 für den Arendseeischen und den Seehausenschen Kreis zuständig war. Für jeden Kreis war ein Landreiter zuständig. Ab ca. 1775 war die Beaufsichtigung der Deiche an das Elbdeichdirektorium der Altmark übergegangen, das der Königlich-Kurmärkischen Kriegs- und Domänenkammerdeputation in Stendal unterstand. Außerdem wurde nun ein erster und zweiter Deichhauptmann bestellt.
Die Benennung  Seehausenscher Kreis folgt Friedrich Wilhelm August Bratring (1804). In der älteren Arbeit von Anton Friedrich Büsching von 1775 wird er ebenfalls Seehausenscher Kreis genannt.
Im Friedens von Tilsit musste Preußen 1806 die Altmark und damit auch den Seehausenschen Kreis an das Königreich Westphalen abtreten. Der Seehausensche Kreis wurde auf die Distrikte Stendal und Salzwedel des Departement der Elbe auf. 1811 war Graf von der Schulenburg-Bodendorf Unterpräfekt des Distrikts Stendal, Unterpräfekt des Distrikts Salzwedel war Johann Ludwig von Westphalen. Seehausen wurde Sitz des Kantons Seehausen mit zehn Gemeinden. Der Distrikt Salzwedel kam zum 1. September 1810 im Umfang aber stark reduziert für einige Monate an das Departement der Nieder-Elbe. Nach dessen Auflösung im März 1811 wurde der Distrikt Salzwedel wieder an das Departement der Elbe angeschlossen und erhielt zusätzlich einige Kantone des früheren Kurfürstentum Hannover. Nach der Auflösung des Königreiches Westphalen im Oktober/November 1813 wurde bis 1816 die alte Kreiseinteilung wieder hergestellt. In der großen Kreis- und Provinzreform in Preußen im Jahr 1816 wurde der Seehausensche Kreis aufgelöst und ging im neu geschaffenen Kreis Osterburg auf.

## Zugehörige Orte
Nach Bratring (1804):
- Altenhof, Vorwerk und Schäferei, zwischen Krevese und Groß Rossau. Adelsbesitz.
- Groß Aulosen (heute Aulosen) (Dorf und zwei Güter). zwei Adelsgüter.
- Klein Aulosen (heute Aulosen) (Dorf). Adelsbesitz.
- Alt- und Neu Haus Aulosen, zwei adlige Güter
- Barsberge oder Barsewischer Berge, Holzwärterei. Adelsbesitz
- Beckershof oder die Burg, Freihof, bei Wegenitz Bürgerlicher Besitz.
- Behrend (Dorf). Adelsbesitz.
- Groß Beuster (Dorf). Domänenamt Tangermünde.
- Klein Beuster (Dorf). anteilig Domänenamt Tangermünde, anteilig Magistrat zu Seehausen.
- Bielefeldshof, Freihof, zu Oberwendemark gehörig.
- Biesehof der Große (heute Biesehof), Freihof, am Aland in der Wische (gehört zu Falkenberg in der Wische). bürgerlicher Besitz.
- Biesehof, der Kleine, Freihof, neben dem großen Biesehof. Bürgerlicher Besitz.
- Blankensee (Dorf). Adelsbesitz.
- Blockland oder Hof zur Hufe, Freihof, bei Herzfelde an der Heerstraße. Bürgerlicher Besitz.
- Bretsch (auch Bretsche geschrieben) (Dorf und Gut). Adelsbesitz und Kämmerei in Seehausen (in Erbpacht gegeben)
- Calberwisch (Dorf und Gut). zwei adlige Anteile, ein Anteil Kämmerei zu Stendal
- Kahlenberge (Calenberge, adliges Gut, unweit Pollitz). Adelsbesitz
- Calentimp, Haus, zu Schallun gehörig. Bürgerlicher Besitz.
- Dannenkrug, Krug, bei Krumke an der Heerstraße von Stendal nach Lenzen. Adelsbesitz.
- Dequede (Dorf). Adelsbesitz
- Deutsch (Dorf). Adelsbesitz.
- Dobbrun (Dorf). Adelsbesitz (zwei Anteile).
- Drüsedau (Dorf und Vorwerk). Adelsbesitz
- Alt und Neu Eickerhöfe (heute zu Losenrade) (zwei adlige Güter). Adelsbesitz.
- Eickhof (heute Geestgottberg) (adliges Gut). Adelsbesitz.
- Elsebusch, adliges Gut. Bürgerlicher Besitz.
- Engelshof (Freihof, in Niederwendemark).
- Esack (heute Beuster) (adliges Gut). Adelsbesitz
- Esse oder Priesteresse, Meierei, bei Seehausen am Aland. Seehausensches Inspektorat
- Esse oder der kleine Schallun, Lehnhof, bei Schallun. Bürgerlicher Besitz.
- Falkenberg (Dorf und zwei Güter). Adels- und bürgerlicher Besitz.
- Ferchlipp (Dorf und Gut). anteilig Adelsbesitz, anteilig Domänenamt Tangermünde
- Fischerkahn, Kahnhaus, zu Eickerhöfe gehörig.
- Fischerkaten, Wohnungen, am Schönbergschen Elbdeich, zum Dorf Schönberg gehörig. (heute Schönberg am Deich). Adelsbesitz.
- Gänseburg, Fischerhaus, bei Scharpenhöfe, ehedem ein Vorwerk, ist eingegangen. (lag hier ). Adelsbesitz.
- Die Garbe, Forsthaus (zwischen Aland und der Elbe in der Garbe, existiert nicht mehr, lag hier). Adelsbesitz
- Groß Garz (Dorf und Gut). Adelsbesitz
- Geestgottberg (Dorf und Gut). Adelsbesitz.
- Altengehre, adliges Gut. (bei Groß Holzhausen am Aland, existiert nicht mehr, lag hier ()
- Gehrhof (Gut). Adelsbesitz
- Geldberg (westlich von Groß Rossau) (Holländerei und Jägerhaus). Adelsbesitz.
- Gerichsee (Gerischesee), adliges Gut, unweit Krüden. Adelsbesitz (Lage:)
- Neu Goldbeck, ehedem Seehof, adliges Gut, unweit Werben.
- Gottberg (Gut). Adelsbesitz.
- Haverland (Dorf). Adelsbesitz.
- Herzfelde (Dorf und zwei Güter). Adelsbesitz.
- Groß Holzhausen (Dorf). Adelsbesitz.
- Klein Holzhausen (Dorf). anteilig, Domänenamt Tangermünde, anteilig Adelsbesitz (Freihof)
- Holzwärter, Jägerhaus an der Elbe bei Schönburg Adelsbesitz
- Holzwärter, Jägerhaus bei Krumcke
- Hof zur Hufe, Ackerhof.  Adelsbesitz
- Jeggel (Dorf). Adelsbesitz.
- Kamps, Vorwerk, gehörte der Kämmerei in Seehausen
- Königsmark (Dorf und Gut). Adelsbesitz.
- Krevese (Dorf und Gut). Adelsbesitz.
- Krüden (Crüden, Dorf und Gut). zum größten Teil in Adelsbesitz, Domänenamt Arendsee (ein Bauer)
- Krumke (Dorf und Gut). Adelsbesitz
- Krumckesche Kley, Schäferei und Vorwerk. Adelsbesitz.
- Lichterfelde (Dorf und zwei Güter). Bürgerlicher Besitz.
- Lindhof (Hof zu Lindau). Gehörte der Kirche in Seehausen
- Lindenberg (Dorf). Adelsbesitz
- Losenrade (Dorf und Gut). Adelsbesitz.
- Losse (Dorf). Adelsbesitz
- Meseberg (Dorf und Gut). Adelsbesitz.
- Menzendorfshof, Ackerhof, Propr. Menzendorf
- Müllerhaus, zwei Windmühlen, an der Elbe, Wittenberge gegenüber, zu Geestgottberg gehörig.
- Nattewisch (Gut) (heute Gem. Aland (Altmark)). Adelsbesitz
- Neuendorf, Holländerei, unweit Seehausen, bei der Priester Esse. Bürgerlicher Besitz.
- Neuenfelde oder der Meierhof, adlige Meierei, unweit Seehausen. Adelsbesitz.
- Neuhof am Steindamm, Freihof unweit Herzfelde. Bürgerlicher Besitz.
- Neuhof vor Pollitz, Vorwerk, bei Pollitz. Adelsbesitz
- Neukirchen (Dorf und Gut). Bürgerlicher Besitz.
- Nienfelde (Gut und Vorwerk). Bürgerlicher Besitz.
- Die Oehre, Freihof, in Klein Holzhausen. Adelsbesitz.
- Oevelgünne (adliges Gut). Adelsbesitz (existiert nicht mehr; Lage:)
- Ostorf (Dorf). anteilig Domänenamt Tangermünde, anteilig Adelsbesitz
- Packebusch (oder Hof zu Pakebusch, Hof, zwischen Calberwisch und Königsmark). Adelsbesitz
- Polkern (Dorf). Adelsbesitz.
- Pollitz (Dorf und Gut). Adelsbesitz.
- Primeren (Dorf und Gut). Adelsbesitz
- Rethhausen (Dorf). Adelsbesitz.
- Rossower Berge, Holzwärterei. Adelsbesitz
- Groß Rossau (Dorf). Adelsbesitz.
- Röthenberg (Schäferei, zwischen Krevese, Dequede und Bretsch). Adelsbesitz.
- Schallun (Freihof, zwischen Falkenberg und Herzfelde am tauben Aland). Bürgerlicher Besitz.
- Scharpenhufe (Gut unweit Pollitz) (heute Gem. Aland (Altmark)). Adelsbesitz
- Scharpenlohe (Dorf und Gut). Adelsbesitz
- Schindelhöfe (unweit Schönberg). Adelsbesitz
- Schlieksdorf (Dorf). Adelsbesitz.
- Schönberg (Dorf und zwei Güter). Adels- und bürgerlicher Besitz
- Seehausen (Stadt)
- Stapel (Dorf). Adelsbesitz
- Steinfeld (Altmark) (Dorf und Gut). Bürgerlicher Besitz.
- Stresow (Dorf und Gut). Adelsbesitz
- Uchtenhagen (Dorf und Gut). Adelsbesitz
- Vielbaum (Dorf und vier Güter). vier Adelsanteile, ein Anteil bürgerlicher Besitz, ein Anteil Domänenamt Arendsee
- Voßhof (adliges Gut). Adelsbesitz.
- Wahrenberg (Dorf), Adelsbesitz (vier Anteile).
- Groß Wanzer (Dorf). Adelsbesitz.
- Klein Wanzer (Dorf). Adelsbesitz.
- Warthe (oder Blumenwarthe, Holzwärterei). Kämmerei in Seehausen
- Wasmerslage (Dorf). Adels- und bürgerlicher Besitz.
- Wegenitz, zwei Güter. (heute Gemeinde Beuster). Bürgerlicher Besitz
- Wendemark (Dorf). Dorf bestand aus vier Teilen, Ober und Nieder Wendemark: gehörten zum Seehausenschen Kreis, und Paris- und Vorwerk-Wendemark zum Arneburgischen Kreis. Adels- und bürgerlicher Besitz.
- Werben (Stadt)
- Neu Werben (Kolonie). Kämmerei in Werben
- Wilhelminenhof (Kolonie). Adelsbesitz
- Wolterslage (Dorf und Gut). Adelsbesitz.
- Woltersmühle/Eckertsmühle, Windmühle, bei Seehausen (existiert nicht mehr)
- Zoll bei Seehausen, Haus, zu Nienfelde gehörig.
- Zwischendeich (Dorf, auf der Ostseite der Elbe), heute Ortsteil der Stadt Wittenberge, Landkreis Prignitz, Brandenburg). Adelsbesitz.

In das Kreisgebiet hinein reichten die Amtsgebiete des Domänenamtes Tangermünde und des Domänenamtes Arendsee.

## Landräte und Landreiter
- 1608 Gabriel Jacob, Landreiter[5]
- 1735 Siegfried Werner von Jagow, Landesdirektor und Landrat des Seehausenschen und Arendseeischen Kreises[6]
- 1752 Siegfried Werner von Jagow, Landesdirektor und Landrat des Seehausenschen und Arendseeischen Kreises, David Stolpe, Landreiter[7]
- 1756 Siegried Werner von Jagow, Landesdirektor und Landrat des Seehausenschen und Arendseeischen Kreises, Conrad Gercke, Landreiter[8]
- Februar 1762–1767 Adolph Christian von Krusemarck, Landrat des Arendseeischen und Seehauseschen Kreises[9]
- -1767 Adolph Christian von Krusemarck, Landrat des Arendseeischen und Seehauseschen Kreises, Bernhard Wilhelm Pezholtz, Landreiter[10]
- 1767 Heinrich Otto George von Bismarck, Landrat des Arendseeischen und Seehausenschen Kreises,[11] (1770) Bernhard Wilhelm Petzold, Landreiter[12]
- 1775 Heinrich Otto Georg von Bismarck, Landrat des Arendseeischen und Seehausenschen Kreises, B. W. Petzold, Landreiter[1]
- 1778 Arnold Christian Ludwig von Voß, Landrat, Johann Friedrich von Alvensleben wurde in diesem Jahr zum Landrat des Arendseeischen und Seehausenschen Kreises gewählt, tauschte dann aber mit Arnold Christian Ludwig von Voß dessen Salzwedelschen Kreis ein.[13]
- 1799 Christian Arnold Ludwig von Voß auf Vielbaum, Landesdirektor und Landrat des Arendseeischen und Seehausenschen Kreises[14][15][16]